# Arte dei Corazzai e Spadai
L'Arte dei Corazzai e Spadai è stata una delle Arti Minori delle corporazioni di arti e mestieri di Firenze.

## Storia
Il primo statuto dell'Arte dei Corazzai risale al 1321 e vi si ricordano una trentina di botteghe di corazzai concentrate nella zona del corso degli Adimari (oggi ultimo tratto di via Calzaiuoli), mentre dall'altro lato di piazza del Duomo si conscentravano gli spadai (via Martelli era infatti chiamata anticamente via Nuova degli Spadai), che si riunivano separatamente. La vicina borgo San Lorenzo era dopotuto ricca di osterie e locande frequentate dai soldati della Repubblica, che in questa zona venivano a equipaggiarsi. Anche gli stessi popolani, in caso di guerra, venivano arruolati e dovevano armarsi a spese proprie. Un'altra via degli Spadai (in Mercato Vecchio presso la chiesa di Sant'Andrea) era stata altro luogo di lavoro per questi artigiani. 
Corazzai e spadai si unirono nella stessa corporazione solo nel 1410. I venditori delle armi, gli armaioli, erano invece sotto l'Arte di Por Santa Maria.
Dal 1534, l'Arte dei Corazzai e Spadai si unì con quelle di Fabbri, Chiavaioli e Maestri di Pietra e Legname nell'Università dei Fabbricanti per far fronte al calo demografico di quel periodo, provocato dalla peste.
Tutte le arti vennero poi soppresse da Pietro Leopoldo nel 1770.

## Organizzazione interna
Erano iscritti in questa corporazione i fabbricanti di oggetti in metallo di uso militare, sia pratico che di rappresentanza: armature, spade, ecc.
A Firenze, il generico titolo di "corazzaio" veniva utilizzato per indicare professionisti dalle svariate abilità: forgiatori, brunitori, costruttori di lamine e piastre metalliche di base, tanto quanto gli artigiani specializzati nella produzione delle diverse parti dell'armatura a piastre: l'elmo, le protezioni per gli arti (bracciale e gambale), le giunture articolari (cubitiera e ginocchiello).
Nell'Arte rientravano poi anche gli artigiani "collaterali" ai corazzai: i carbonai che fornivano la materia prima per azionare le fucine e i pittori che decoravano le corazze e gli scudi. Parimenti, erano iscritti, a prezzo ridotto, anche discepoli e garzoni, cui era proibito esercitare la professione in proprio: erano iscritti alla Corporazione versando un prezzo ridotto.
L'operato dei corazzai era rigorosamente controllato dalle autorità cittadine. Lo spessore dell'acciaio era stato stabilito da precisa normativa legale ed era fatto obbligo di rivestire l'interno delle piestre del miglior cuoio onde salvaguardare la comodità dell'utente. Quello della guerra, nel XIV secolo, era anzitutto un buon affare, per le ricche città-stato della penisola italiana, sempre in lotta tra loro.

## Membri celebri
Alle spalle dei corazzai c'erano spesso ricche famiglie di mercanti fiorentini, quali i Bardi, gli Acciaiuoli, i Peruzzi, i Minerbetti e i Medici, che apponevano il loro punzone assieme a quello del fabbricante.

## Patronati

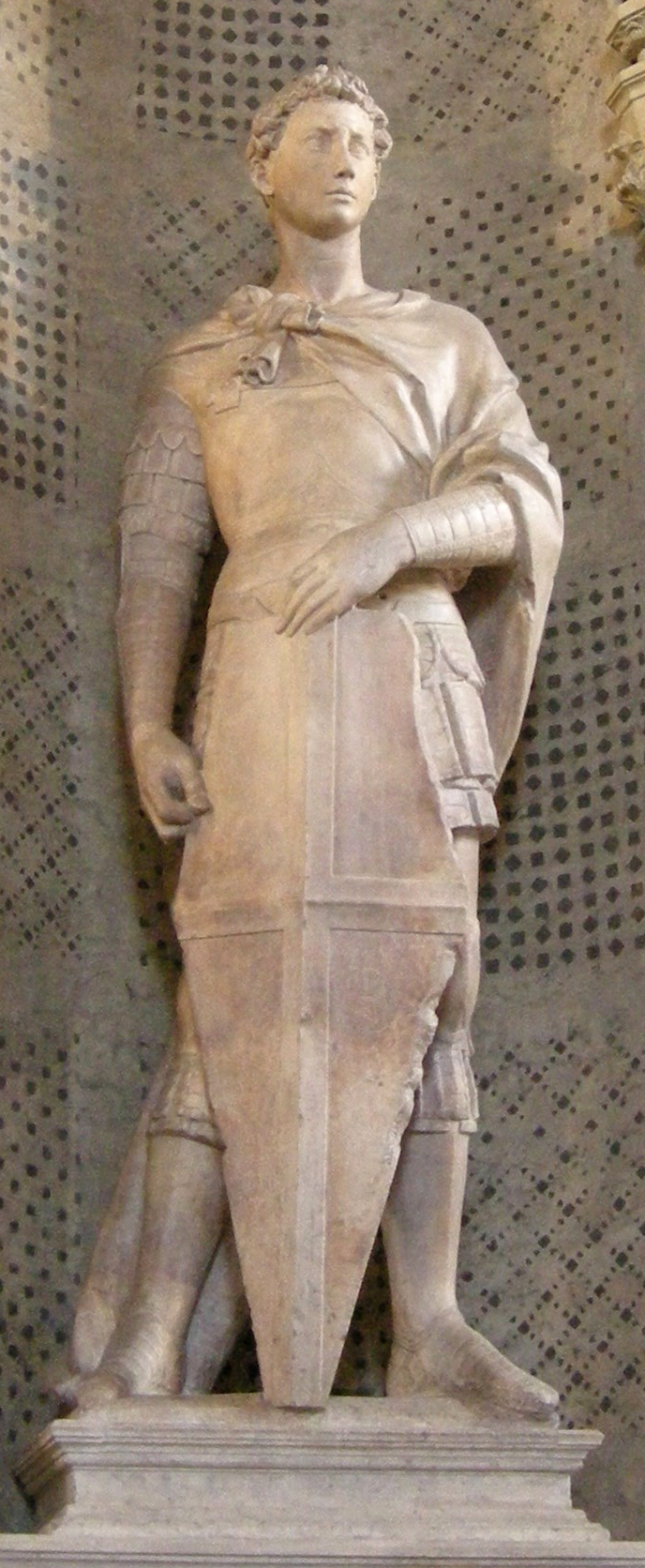
San Giorgio di Donatello.

I corazzai scelsero come protettore San Giorgio, la cui statua venne commissionata ad un allora giovane Donatello per essere posta nel tabernacolo di Orsanmichele. Unitamente alla statua (1415-1417), elogiata da Giorgio Vasari per la sua bellezza , lo scultore realizzò anche (1417) una formella a stiacciato San Giorgio libera la principessa.